# بیت‌پی
بیت‌پی (انگلیسی: BitPay) یک شرکت ارائه دهنده خدمات پرداخت بیت‌کوین است که دفتر مرکزی آن در آتلانتا، جورجیا، ایالات متحده است. این شرکت در ماه مه ۲۰۱۱ برای ارائه خدمات پرداخت الکترونیکی به شرکت‌هایی که قصد پذیرش بیت کوین را داشتند، توسط تونی گالیپی و استفن پیر تأسیس شد.
در ماه مه ۲۰۱۴، بیت پی ۳۰ میلیون دلار سرمایه از سرمایه گذارانی از جمله ایندکس ونچر، RRE Ventures، ریچارد برانسون و جری یانگ دریافت کرد.